# 佳陵站 (废站)
佳陵站旧址（：／ Ganeung yeok */?）曾为韩国铁路首尔郊外线上的一个车站，位于京畿道議政府市佳陵洞，已于1963年废止。

## 历史
- 1961年7月10日：开始使用[1]。
- 1963年8月20日：停用本站[2]。